# Hideo Minaba
Hideo Minaba (皆葉 英夫, Minaba Hideo) (né le 2 août 1971 à Tokyo) est un directeur artistique de jeux vidéo japonais. Il est surtout connu pour son travail sur la série Final Fantasy. Il est actuellement président de CyDesignation Inc.

## Biographie
Hideo Minaba nait le 2 août 1971 à Tokyo. Il est embauché à Square en 1990 et commence à travailler sur Final Fantasy V, s'occupant du graphisme des terrains. Puis il fait partie de l'un des quatre directeurs artistiques sur Final Fantasy VI (1994). Il travaille par la suite sur Super Mario RPG: Legend of the Seven Stars (1996) puis est appelé par Yasumi Matsuno pour superviser le graphisme de son nouveau projet, Final Fantasy Tactics, la première adaptation de la licence Final Fantasy en jeu de rôle tactique.
Par la suite, Hironobu Sakaguchi et Hiroyuki Itō le nomment directeur artistique sur Final Fantasy IX. Il est par la suite créateur en chef sur Final Fantasy Tactics Advance (2003) puis de nouveau directeur artistique sur Final Fantasy XII (2006) tous deux sous la direction de Matsuno.
En 2004, alors qu'il travaille encore sur Final Fantasy XII, il décide de quitter Square Enix pour fonder sa propre société, Designation Co., spécialisée dans la direction artistique des jeux vidéo. Son ancien patron Hironobu Sakaguchi est le premier à demander ses services pour sa toute jeune société Mistwalker. Avec Designation, il travaille sur les projets de Sakaguchi comme Blue Dragon (2006), Lost Odyssey (2007) ou ASH: Archaic Sealed Heat (2007).

## Liste de jeux
- 1992 : Final Fantasy V, graphisme des terrains
- 1994 : Final Fantasy VI, directeur artistique
- 1996 : Super Mario RPG: Legend of the Seven Stars, coordinateur du graphisme
- 1997 : Final Fantasy Tactics, superviseur artistique, création des terrains
- 1998 : Parasite Eve, graphisme du tutoriel
- 2000 : Final Fantasy IX, directeur artistique
- 2003 : Final Fantasy Tactics Advance, designer en chef
- 2006 : Final Fantasy XII, directeur artistique
- 2006 : Blue Dragon, créateur des monstres
- 2007 : Lost Odyssey, concept art, création des costumes
- 2007 : ASH: Archaic Sealed Heat, créateur des personnages
- 2009 : Little King Story, créateur des personnages
- 2014 : Granblue_Fantasy, créateur des personnages, directeur artistique[1]
- 2015 : Tokyo Mirage Sessions ♯FE, design des Mirages
- 2017 : Xenoblade Chronicles 2, créateur de certaines lames (Herald)